# Monestir de Katskhi
El monestir de Katskhi (en georgià: კაცხის მონასტერი), o el monestir Katskhi de la Nativitat del Senyor (en georgià: კაცხის მაცხოვრის შობის სახელობის მონასტერი), és un monestir medieval de Geòrgia, situat al poble de Katskhi, a la vora de la ciutat de Chiatura. Va ser construït a instàncies de la família Baguashi en el període de 988-1014. L'edifici de l'església es caracteritza pel seu disseny hexagonal i una rica ornamentació. Tancat pel govern soviètic el 1924, el monestir va ser reobert el 1990 i actualment és sota l'Eparquia de Sachkhere i Chiatura de l'Església ortodoxa georgiana.

## Arquitectura
El monestir de Katskhi és un edifici octogonal de disseny més complex que d'altres monuments poligonals georgians similars, com Gogiuba, Kiagmis-alty, Oltisi i Bochorma. L'exterior de l'església presenta tres nivells cilíndrics que es redueixen gradualment formats per la galeria facetada, el cos principal de l'església i el tambor de la cúpula.
Els sis absis estan inscrits en el políedre exterior i envoltats per una girola des de tots els costats. Una inscripció de la girola esmenta certa «Tskhovreba, filla de Ioann, duc de ducs». L'absis de l'altar, sobresurt de manera prominent. El tambor de la cúpula també és facetat. Cada faceta del cos principal de l'església, així com de la cúpula i la galeria, acaben en un frontó amb tres línies de cornises poligonals.
L'edifici estava ricament adornat, però la decoració dels dos nivells superiors es va perdre en el procés de restauració de 1854. Destaca una gran composició en relleu del vestíbul sud de la galeria, l'«Exaltació de la Santa Creu», amb una creu recolzada per quatre àngels.
L'església està envoltada per un mur pentagonal, que conté un campanar independent a la cantonada est. Aquestes estructures són addicions posteriors, probablement del segle xvii o XVIII.

## Història

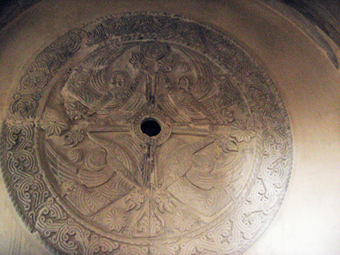
«Exaltació de la Santa Creu», relleu de Katskhiñ

El monestir de Katskhi es troba al districte medieval d'Argveti, a la part posterior de la regió d'Imerècia. Va ser construït en honor de la Santíssima Trinitat a instàncies del noble Rati de finals del segle x, de la casa dels Liparitids (Baguashi), que es va establir a Argveti el 988 després de perdre el seu bastió de Kldekari davant els Bagrationi georgians. La construcció se'n va completar al voltant del 1010-1014 en el regnat el rei Bagrat III de Geòrgia, segons suggereix una inscripció del timpà a l'entrada sud-oest. Als segles següents, Katskhi va servir com a abadia familiar i cementiri per als Liparitids. Segons les Cròniques georgianes, el una vegada poderós Liparit IV, duc de Kldekari, va ser enterrat allí després de morir a l'exili a l'Imperi Romà d'Orient.
Després de la caiguda de la dinastia Liparitid al segle xi, el monestir va quedar en oblit. Va ressorgir a començaments del segle xvi, quan va ser atorgat per Bagrat III d'Imerècia al príncep Abulaskhar Amirejibi, que en va renovar l'església i la va restaurar per a ús cristià com a «monestir del Salvador». Cap al 1627, Katskhi apareix en possessió de la família principesca d'Abashidze, un membre dels quals va assolir la corona d'Imerècia com a Jordi VI de 1702 a 1707, i va ser enterrat al monestir en morir a l'exili a Tbilisi. El monestir va ser tancat per les autoritats soviètiques el 1924 i va tornar a funcionar el 1990.
També va ser un centre viu de la cultura cristiana. Les icones i manuscrits medievals que es conservaven a Katskhi són preservats als museus de Tbilisi.